# Perro pampa argentino
Perro pampa argentino är en hundras från Argentina. Den är resultatet av korsningar mellan dogo argentino och american staffordshire terrier med början 1987 i syfte att få fram en vakthund och familjekär sällskapshund. Rasen är nationellt erkänd av den argentinska kennelklubben Federación Cinológica Argentina (FCA).